# جورج براندابورا
جورج براندابورا (بالرومانية: Gheorghe Brandabura)‏ (مواليد 13 فبراير 1913) هو لاعب كرة قدم. يلعب مع منتخب رومانيا لكرة القدم. سبق له أن لعب في كأس العالم لكرة القدم مع منتخب بلاده.

## روابط خارجية
- جورج براندابورا على موقع قاعدة بيانات كرة القدم.إي يو (الإنجليزية)
- جورج براندابورا على موقع ناشيونال فوتبول تيمز (الإنجليزية)
- جورج براندابورا على موقع عالم كرة القدم.نت (الإنجليزية)